# Warnow (bei Grevesmühlen)
Warnow település Németországban, Mecklenburg-Elő-Pomeránia tartományban. Lakosainak száma 617 fő (2023. december 31.).

## Népesség
A település népességének változása:
| Lakosok száma | 636  | 622  | 634  | 627  | 617  |
|               | 2017 | 2019 | 2021 | 2022 | 2023 |